# Шебойган (округ, Висконсин)
Округ Шебойган (англ. Sheboygan County) располагается в штате Висконсин, США. Официально образован 17-го декабря 1838 года. По состоянию на 2010 год, численность населения составляла 115 507 человека.

## География
По данным Бюро переписи США, общая площадь округа равняется 3291,893 км2, из которых 1323,491 км2 суша и 760,000 км2 или 59,800 % это водоемы.

## Население
По данным переписи населения 2000 года в округе проживает 112 646 жителей в составе 43 545 домашних хозяйств и 29 915 семей. Плотность населения составляет 85,00 человек на км2. На территории округа насчитывается 45 947 жилых строений, при плотности застройки около 35,00-ти строений на км2. Расовый состав населения: белые — 92,71 %, афроамериканцы — 1,09 %, коренные американцы (индейцы) — 0,36 %, азиаты — 3,28 %, гавайцы — 0,02 %, представители других рас — 1,46 %, представители двух или более рас — 1,07 %. Испаноязычные составляли 3,36 % населения независимо от расы.
В составе 32,30 % из общего числа домашних хозяйств проживают дети в возрасте до 18 лет, 58,00 % домашних хозяйств представляют собой супружеские пары проживающие вместе, 7,30 % домашних хозяйств представляют собой одиноких женщин без супруга, 31,30 % домашних хозяйств не имеют отношения к семьям, 26,10 % домашних хозяйств состоят из одного человека, 10,40 % домашних хозяйств состоят из престарелых (65 лет и старше), проживающих в одиночестве. Средний размер домашнего хозяйства составляет 2,50 человека, и средний размер семьи 3,05 человека.
Возрастной состав округа: 25,50 % моложе 18 лет, 8,40 % от 18 до 24, 29,80 % от 25 до 44, 22,30 % от 45 до 64 и 22,30 % от 65 и старше. Средний возраст жителя округа 37 лет. На каждые 100 женщин приходится 100,60 мужчин. На каждые 100 женщин старше 18 лет приходится 99,90 мужчин.